# Ghassan Massoud
Ghassan Massoud (Tartus, 20 settembre 1958) è un attore siriano, conosciuto al pubblico internazionale per aver interpretato Saladino nel film Le crociate - Kingdom of Heaven.
Massoud ha anche interpretato il ruolo dello "sceicco" nel film turco La Valle dei Lupi - Iraq ed il corsaro Ammand in Pirati dei Caraibi - Ai confini del mondo.
Massoud è molto noto in patria per la sua partecipazione a molti film e serie tv di produzione siriana, e per la sua attività teatrale.

## Filmografia parziale
- Le crociate - Kingdom of Heaven (Kingdom of Heaven), regia di Ridley Scott (2005)
- Valley of the Wolves: Iraq, regia di Serdar Akar e Sadullah Sentürk (2006)
- Pirati dei Caraibi - Ai confini del mondo (Pirates of the Caribbean: At World's End), regia di Gore Verbinski (2007)
- Exodus - Dei e re (Exodus: Gods and Kings), regia di Ridley Scott (2014)
- Tutti i soldi del mondo (All the Money in the World), regia di Ridley Scott (2017)
- Tomiris - Principessa guerriera (Tomiris), regia di Aqan Sataev (2019)

## Doppiatori italiani
Nelle versioni in italiano delle opere in cui ha recitato, Ghassan Massoud è stato doppiato da:
- Marco Rasori in Pirati dei Caraibi - Ai confini del mondo
- Carlo Reali in Exodus - Dei e re
- Enrico Di Troia in Tutti i soldi del mondo
- Remo Girone in Le crociate - Kingdom of Heaven